# Palmodes occitanicus
Palmodes occitanicus is een vliesvleugelig insect uit de familie van de langsteelgraafwespen (Sphecidae). De wetenschappelijke naam van de soort is voor het eerst geldig gepubliceerd in 1828 door Lepeletier & Serville.